# Traslitterazione anglosassone
La traslitterazione anglosassone è il sistema di traslitterazione dei testi da altri alfabeti a quello latino comunemente adottato nei Paesi anglosassoni di lingua inglese. Ha le peculiarità di non prevedere segni diacritici e di utilizzare grafemi o digrammi propri della lingua inglese, tali che un anglofono possa ottenere una pronuncia approssimata simile a quella originale semplicemente leggendo le scritte secondo la propria pronuncia abituale.

## Cirillico
A differenza della traslitterazione scientifica comunemente utilizzata in linguistica (oltre che nell'editoria in lingua italiana), la traslitterazione anglosassone dell'alfabeto cirillico (principalmente di lingue slave) ha un carattere approssimato; tuttavia, stante l'ampia diffusione planetaria della lingua inglese, si trova spesso impiegata in ambiti non scientifici, anche in Paesi dove sono diffuse altre traslitterazioni (sia quella scientifica sia altre approssimazioni alle lingue locali, come avviene per esempio in Francia con la traslitterazione francese o in Germania con la traslitterazione tedesca). La traslitterazione anglosassone non contempla le lettere arcaiche dell'alfabeto cirillico.
La tabella seguente riporta la convenzione di traslitterazione "BGN/PCGN" adottata dall'Oxford University Press, detta anche British standard; sono anche riportate alcune forme semplificate di ampia diffusione. La traslitterazione BGN/PCGN è quella adottata dallo United States Board on Geographic Names (BGN) e dal Permanent Committee on Geographical Names for British Official Use (PCGN).
| Cirillico | Traslitterazione anglosassone      | Traslitterazione scientifica | ISO 9:1995 |
| --------- | ---------------------------------- | ---------------------------- | ---------- |
| А а       | a                                  | a                            | a          |
| Б б       | b                                  | b                            | b          |
| В в       | v                                  | v                            | v          |
| Г г       | g                                  | g                            | g          |
| Д д       | d                                  | d                            | d          |
| Е е       | e, ye                              | e                            | e          |
| Ё ё       | ë, yë/yo (semplificata)            | ë                            | ë          |
| Ж ж       | zh                                 | ž                            | ž          |
| З з       | z                                  | z                            | z          |
| И и       | i                                  | i                            | i          |
| Й й       | j                                  | j                            | j          |
| К к       | k                                  | k                            | k          |
| Л л       | l                                  | l                            | l          |
| М м       | m                                  | m                            | m          |
| Н н       | n                                  | n                            | n          |
| О о       | o                                  | o                            | o          |
| П п       | p                                  | p                            | p          |
| Р р       | r                                  | r                            | r          |
| С с       | s                                  | s                            | s          |
| Т т       | t                                  | t                            | t          |
| У у       | u                                  | u                            | u          |
| Ф ф       | f                                  | f                            | f          |
| Х х       | kh                                 | ch                           | h          |
| Ц ц       | ts                                 | c                            | c          |
| Ч ч       | ch                                 | č                            | č          |
| Ш ш       | sh                                 | š                            | š          |
| Щ щ       | shch                               | šč                           | ŝ          |
| Ъ ъ       | ″/non traslitterato (semplificata) | ″                            | ″          |
| Ы ы       | y                                  | y                            | y          |
| Ь ь       | ′/non traslitterato (semplificata) | ′                            | ′          |
| Э э       | e                                  | ė                            | è          |
| Ю ю       | yu                                 | ju                           | û          |
| Я я       | ya                                 | ja                           | â          |
| ’         | ′                                  | ″                            | '          |